# Leopoldo Magenti Chelvi
Leopoldo Magenti Chelvi (Alberique, Valencia, 25 de agosto de 1894 - Valencia, 22 de julio de 1969) fue un compositor español.

## Biografía
Nació en Alberic el 25 de agosto de 1894.
La facilidad de Magenti en la interpretación pianística, sumada a su creatividad, hicieron posible que debutara a muy corta edad como compositor de la obra para banda La muntanyeta de Alberic, también conocida como Alberic.
Estudió en Valencia con Juan Cortés, en Madrid con Joaquín Turina y París con Joaquín Nin.
Realizó, desde los 21 años, importantes giras por Europa, acompañando solistas de la talla de Cassadó, Costa o Segovia. 
Como pianista solista destacó en la interpretación de la obra de Chopin y Albéniz.
Su propósito era convertirse en pianista, instrumento en que había demostrado sus condiciones de virtuoso, pero desgraciadamente una lesión a la muñeca derecha se lo impidió.
Como cronista musical trabajó a LA VOZ VALENCIANA. Su crítica se centró en tres aspectos básicos: El conciertos organizados por la Sociedad Filarmónica, el conciertos a los Jardines de Viveros y el Certamen de Bandas Civiles de la Feria de Julio.
El  año 1924 estrenó su primera obra lírica, “El amor está en peligro”.
En esta etapa de su vida alternó su trabajo como telegrafista con la composición de obras líricas. Obras como El Ruiseñor de la Huerta, La Labradora y La Barbiana fueron sus primeros grandes éxitos como compositor de zarzuela.
Magenti vivió en Madrid desde 1931 hasta la Guerra, cuando, junto a su familia, volvió a Valencia  para dedicarse a la enseñanza y a la composición. 
Formó una compañía lírica con la que hizo giras por diferentes ciudades de España.
Fue catedrático de piano del Conservatorio de Valencia hasta el año 1964.
Compuso el año 1946 La Cotorra del Mercat, revista musical de gran éxito y derivó su obra a la música sinfónica, componiendo, entre otras piezas, Estampas Mediterráneas.
En su última etapa compuso también himnos muy populares a Valencia, como el Himno de la Coronación de Nuestra Señora del Puig , el Himno al Primer Marqués del Turia, o el Himno al Artista Fallero.
El 22 de julio de 1969 murió en Valencia a la edad de 74 años.

## Obras

### Obras para Banda de Música
- L'artista faller, Himno para coro y banda de música - texto: Vicent Tortosa Biosca
- Les falleres, pasodoble
- Himno al Primer Marqués del Turia, con letra de su hijo Mario Magenti
- ¡Ole que sí!, pasodoble
- ¡Soy española, pasodoble
- La muntanyeta d'Alberic, pasodoble

### Obras líricas
- 1924 'El amor está en peligro, zarzuela de Fausto Hernández y Miñana
- 1929 Las chicas del Music-Hall sainete con detalles de revista en 1 acto - texto: Caireles y Miranda
- 1929 Una noche en París, zarzuela
- 1929 El ruiseñor de la huerta, zarzuela en 2 actos - libreto: I. Sánchez Prieto
- 1933 La labradora, zarzuela en 1 acto  - libreto: Romero y Rafael Fernández Shaw
- 1932 La Barbiana,zarzuela en 2 actos - libreto: Rafael Fernández Shaw
- 1935 Juan del mar, zarzuela
- 1940 El marquesito, opereta
- 1943 La condesita, opereta
- 1945 Los veinte iguales, opereta
- 1946 La cotorra del Mercat, revista valenciana
- 1947 La cría de la cotorra, revista valenciana
- 1951 La condesita, opereta en tres actos - libreto: L. Tejedor y Rafael Fernández Shaw
- 1956 Mi padre, tu padre, su padre, revista
- 1968 ¡Bomba va!, revista valenciana

### Bandas Sonoras
- 1940 La última Falla, director: Benito Perojo

### Canción ligera
- 1928 El amor es como el vino
- 1928 El perdón
- 1962 Mallorca Bella, grabada por el grupo de pop "Los Javaloyas"